# الكأس الممتاز الليبي 2001
بطولة الكأس الممتاز الليبي 2001 هي النسخة الخامسة من بطولة الكأس الممتاز الليبي، والنسخة الرابعة من البطولة التي تقام بنظام المباراة الواحدة، وقد فاز فيها نادي المدينة بالكأس الوحيدة له. أقيمت هذه البطولة بين نادي المدينة بطل الدوري الليبي الممتاز [الإنجليزية] ونادي الأهلي طرابلس بطل كأس الفاتح، وقد لُعبت المباراة على ملعب النهر الصناعي في يوم 11 سبتمبر 2001، وانتهت بفوز المدينة على الأهلي بنتيجة 2–1.

## المباراة
| المدينة | 2–1 | الأهلي طرابلس |
| ------- | --- | ------------- |
|         |     |               |